# Maler der Akropolis-Teller
Maler der Akropolis-Teller (englisch Painter of the Acropolis Plates) war ein griechischer Vasenmaler, der Ende des 6. oder sehr früh im 5. Jahrhundert v. Chr. in Athen tätig war.
Der Maler der Akropolis-Teller gehörte zu den frühen Vasenmalern des rotfigurigen Stils der griechischen Vasenmalerei. Sein Stil wurde unter den zehntausenden überlieferten Vasen und Fragmenten von John D. Beazley erkannt, der ihm auch den Notnamen gab. Er gehörte in die Generation von Vasenmalern, die nach der Entwicklung des neuen Stils diesen weiter entwickelte, mit anderen Schalenmalern stand er allerdings etwas abseits der stilprägenden Pioniergruppe, die vor allem auf großen Gefäßen den Stil definierte. Der Maler der Akropolis-Teller bemalte die vergleichsweise selten bemalte Vasenform der Teller, die zu dieser Zeit vor allem als Votivgaben an die Götter geschaffen wurden. Somit wundert es auch nicht, dass alle drei ihm zugeschriebenen Stücke auf der Akropolis von Athen gefunden wurden und sich heute im Akropolismuseum aufbewahrt werden.
Beazley schätzte die zeichnerischen Fähigkeiten des Malers der Akropolis-Teller nicht besonders hoch ein und führte ihn als Teil der schwächeren spätarchaisch-rotfigurigen Vasenmaler als Mitglied der zweiten Gruppe des Coarser Wings.
Werkliste
- Tellerfragment; Akropolismuseum, Athen, Inventarnummer 22; gefunden auf der Athener Akropolis; Motiv Innen: nackter junger Weitspringer und ein männlicher bekleideter Flötenspieler[1]
- Tellerfragment; Akropolismuseum, Athen, Inventarnummer 4; gefunden auf der Athener Akropolis; Motiv Innen: nackter junger Weitspringer[2]
- Tellerfragment; Akropolismuseum, Athen, Inventarnummer 18; gefunden auf der Athener Akropolis; Motiv Innen: Füße einer männlichen bekleideten Person und eine Trinkschale oder Chalice[3]